# 松葉朋実
松葉 朋実（まつば ともみ、1997年7月4日 - ）は、日本の女優、モデル。大阪府出身。フォーティースリー所属。特技は詩吟で『松葉 水実』として、詩道楠水吟詠会の師範を務める。

## 受賞履歴
- 2018年9月 全国吟詠コンクール 青年の部 優勝
- 2019年6月 大阪府詩吟連盟 一般の部 吟士権者(優勝)
- 2019年9月 愛国詩吟総連盟 一般の部 吟士権者 (優勝)
- 中高生6年間ミュージカル部所属

## 出演

### 舞台
- 舞台『透ける躯体』（2019年9月4日 - 8日、全10回出演）
- 舞台『吟と舞祭り』（2020年11月1日、NMB48×吟詠・剣詩舞スーパーチーム）
- 舞台『夕凪の街 桜の国』（2021年8月4日 - 8日・14日・15日）
- 『ワールドトリガー the Stage』大規模侵攻編（2022年8月5日 - 21日）ミラ 役[1][2]

### CM
- LUCUA OSAKA 2018 3rd ANNIVERSARY
- Droptokyo TU The Factory Made（2019年3月）
- CHANEL 2019 ROUGE ALLERE INK FUSHON
- ZOFF CLASSIC（2020年3月）
- McGuffin interviewer（2020年7月）
- neverlamp  SPRING&SUMMER 2020collection
- fusion alba drop_tokyo. TU（2020年8月）
- Disney+ (ディズニープラス）(2021)
- 焼肉キング（2021)
- POLA BA（2020年）〜
- HEPS WEBマガジン SPRING（2022）
- McGuffin  DIESEL STUDIO  POPUP  STORE navigator(2022)
- 日本ネイリスト協会「ネイリストである理由」 （2023)

### WEBCM
- 太陽誘電（2021年）〜
- スズキ・ソリオ（2021年）

### テレビ
- 詩吟「初夏にうたう」（NHK Eテレ、2019年6月）
- THEカラオケ★バトル（テレビ東京、2019年8月）

### MV
- Creepy Nuts「バレる!」
- 7th Water Lily「marriage 」
- 向井太一「I Like It」